# Vanderlande
Vanderlande ist ein international tätiges Unternehmen im Bereich automatisierter Materialflusssysteme.

## Geschichte
Den Ursprung bildete die Gründung der Machinefabriek E. van der Lande im Jahr 1949. In den 1960er Jahren gründete das Unternehmen ein Joint Venture mit u. a. Rapistan aus Amerika und Vanderlande Industries wurde der Lizenzinhaber für die Materialfluss-Technologie dieser Firma. Dadurch setzte das Unternehmen die ersten Schritte in dem Bereich, der heute als „automatisierte Materialflusssysteme“ bezeichnet wird. In den darauf folgenden Jahren erweiterte das Unternehmen unter dem neuen Namen Rapistan Lande sein Tätigkeitsgebiet von den Niederlanden aus nach Europa, mit Niederlassungen in mehreren europäischen Ländern. Außerdem veränderte sich der Charakter des Unternehmens von einem Produkt- zu einem Systemlieferanten.
Im Jahr 1988 entschied sich das damalige Management von Rapistan Lande für ein Management-Buy-out. Der Name wurde angepasst und 1989 in Vanderlande Industries geändert.
Ab diesem Zeitpunkt begann für das Unternehmen eine Periode starken Wachstums und weiterer Internationalisierung. Die ersten Schritte außerhalb Europas wurden in Fernost und Amerika gesetzt, und die Lieferung von Systemen wurde um die Lieferung der benötigten IT-Komponenten ergänzt.
Vanderlande profilierte sich jetzt auch als Systemintegrator. Dazu wurden außer dem IT-Bereich auch die Bereiche Projektmanagement, Innovation, Engineering und die internationale Lieferkette erheblich ausgebaut. In dieser Zeit verdreifachte sich der Umsatz und verdoppelte sich die Mitarbeiterzahl von 400 auf 800.
Im Jahr 2014 firmierte das Unternehmen zu Vanderlande um.
Heutzutage ist Vanderlande weltweit aktiv und ein wichtiger Lieferant automatisierter Materialflusssysteme und der damit zusammenhängenden unterstützenden Dienstleistungen. Vanderlande ist Marktführer für Systeme zum Gepäck-Handling in Flughäfen und für Sortierzentren für Express-Paketdienste und gehört zu den fünf größten Anbietern im Bereich der Automatisierung von Distributionszentren.
Der Umsatz verdreifachte sich in den letzten zehn Jahren bis etwa 2013 erneut auf über 740 Millionen Euro. Die Hälfte der inzwischen über 6.500 Mitarbeiter von Vanderlande arbeitet außerhalb der Niederlande.
Im Januar 2012 wurde das Unternehmen Beewen durch Vanderlande übernommen. Beewen bildet innerhalb der Organisation das Kompetenzzentrum für automatisierte Lager- und Regalbediensysteme.
Toyota Industries kündigte im März 2017 die Übernahme Vanderlandes von dessen vorherigem Eigentümer NPM Capital, einer Tochter der SHV Holdings, an. Die Transaktion wurde im Mai 2017 abgeschlossen.
Im Oktober 2024 vereinbarte Vanderlande die Übernahme des Flughafenlogistik-Geschäftes von Siemens (Siemens Logistics) für rund 300 Mio. Euro. Der Abschluss der Transaktion wird im Kalenderjahr 2025 erwartet.

## Unternehmensstruktur
Der Hauptsitz des Unternehmens befindet sich in Veghel, Gemeinde Meierijstad, Noord-Brabant.
Standorte:
- Mönchengladbach, Deutschland
- Dortmund, Deutschland
- Siegen, Deutschland
- Bielefeld, Deutschland
- Mechelen, Belgien
- Barcelona, Spanien
- Rungis, Frankreich
- Hampton in Arden, Großbritannien
- Saronno, Italien
- Mørkøv, Dänemark
- Richmond, Kanada
- Louisville, Kentucky; USA
- Marietta, Nordamerika
- Shanghai, VR China
- Pune, Indien